# Levhart indočínský
Levhart indočínský (Panthera pardus delacouri) či levhart skvrnitý indočínský je středně velký poddruh levharta skvrnitého, který žije v jihovýchodní Asii. Vyznačuje se tmavší barvou srsti a relativně velkými skvrnami a rozetami, přičemž u některých populací se velmi často objevuje černé zbarvení srsti neboli melanismus. Loví především kopytníky a opice, zabíjí ale i různé menší šelmy a další dostupná zvířata. Vyskytuje se především v Malajsii, Thajsku, Kambodži a Myanmaru, malou populaci je možno nalézt také v Číně. Vyhuben byl v Singapuru a zřejmě i v Laosu a Vietnamu. Tento poddruh nebyl dlouho komplexněji studován a předpokládalo se, že žije v relativně hojných počtech v lesích všech možných typů, jež se rozkládají v jihovýchodní Asii. První přesnější odhad celkové populace byl publikován v roce 2016 a hovořil o 973 až 2503 jedincích. V roce 2019 vyhodnotil status této šelmy rovněž Mezinárodní svaz ochrany přírody (IUCN) a označil ji za kriticky ohrožený poddruh, s tím že počet volně žijících jedinců dosahuje pouhých 114 až 1130. Hlavní hrozbou pro tohoto levharta je rozsáhlý lov kvůli částem těl a v menší míře rovněž ničení životního prostředí, úbytek kořisti, nemoci a možná i konkurence ze strany tygrů.

## Nomenklatura
Poddruh levhart indočínský popsal britský zoolog Reginald Innes Pocock v roce 1930. Byl nazván po americkém biologovi francouzského původu Jeanu Théodoru Delacourovi. Patří mezi 8 či 9 uznávaných subspecií levharta skvrnitého. Příbuzenské vazby na základě genetických studií jej řadí blízko k levhartům indickým a perským. Pojmenování v jednotlivých jazycích vesměs odkazuje na oblast jeho výskytu, tedy Indočínu. Hranice se sousedními poddruhy (levhart indický a levhart čínský) není exaktně dána - na severozápadě jde zhruba o indo-myanmarské pomezí a na severovýchodě je přibližným dělítkem Perlová řeka. Taxonomická revize kočkovitých provedená týmem SSC Cat Specialst Group z IUCN levharta indočínského provizorně uznává jako poddruh, avšak nevylučuje jeho přiřazení k poddruhu levhart mandžuský, k němuž přičlenila i levharta čínského.

## Charakteristika poddruhu

### Popis

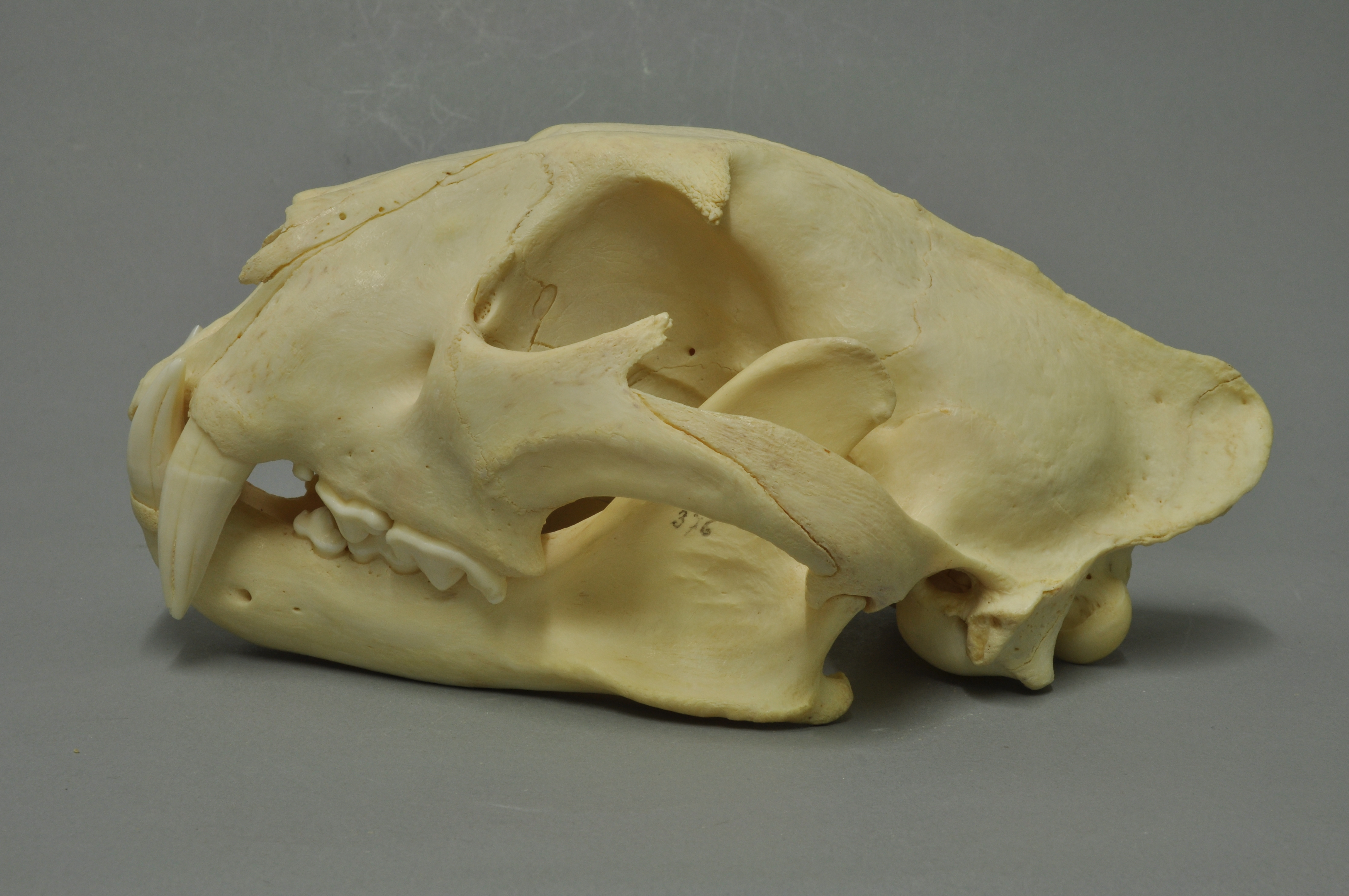
Lebka levharta indočínského

Levhart indočínský je tmavá a středně velká forma levharta skvrnitého. Rozměry a hmotnost divokých jedinců známe jen ze šesti exemplářů a proto je obtížné velikost zobecňovat. Byli změřeni a zváženi celkem čtyři samci, z toho jeden nedospělý a dvě samice. Hmotnost samců byla 37 (nedospělý), 40, 60 a 70 kg a délka jejich těl se pohybovala od 112 do 132 cm. Samice měřily na délku 106 a 109 cm a vážily 21 a 25 kg. Oba nejtěžší jedinci byli chyceni na návnadu a tudíž mohli být nažraní, což zvýšilo jejich hmotnost. I tak šlo o nadprůměrně velké kusy v rámci celého druhu Panthera pardus. Ze vzorků je patrný velmi výrazný pohlavní dimorfismus.
Zbarvení levharta indočínského se vyznačuje dvěma zvláštnostmi. Za prvé jeho rozety jsou relativně velké a tmavé a někdy mohou kresbou připomínat jaguára. Za druhé u populace na Malajském poloostrově jižně od šíje Kra se vyskytuje melanismus tak dominantním způsobem, že normálně zbarvení jedinci jsou zde extrémně vzácní. Důvody, proč tomu tak je, nejsou zřejmé a stále se zkoumají. Zřejmě jde o kombinaci vícero faktorů, jako je kamufláž a lepší schopnost termoregulace. Jedna z nových, nicméně nepotvrzených hypotéz tvrdí, že černá barva srsti mohla přinášet konkurenční výhodu vůči normálně zbarveným jedincům při kompetici s tygry. Melanismus malajské a thajské populace měl donedávna i vedlejší efekt v tom, že zdejší levharti byli podstatně hůře studovatelní, neboť bylo velmi obtížné odlišovat jednotlivce zachycené fotopastmi. S použitím nové techniky to však možné je.

### Ekologie a biologie
Levharti indočínští žijí v oblasti tropických lesů jihovýchodní Asie. Jsou schopni obývat různé druhy prostředí od původních lesů, přes sekundární lesy až po plantáže, které pro ně nicméně nejsou dlouhodobě vhodným typem habitatu. Jejich život byl studován v několika přírodních rezervacích a parcích v Thajsku, Malajsii a Kambodži, nicméně informací k jejich chování a vůbec celkovému způsobu života máme poměrně málo. Výzkumy potvrdily, že jsou aktivní kdykoliv během dne, přičemž pohybem po svém teritoriu tráví mezi 49 až 67 % času. To je podstatně méně než levharti indičtí z NP Čitvan (75 %). Tento rozdíl je zřejmě dán přítomností či nepřítomností tygrů resp. hustotou kořisti. V Kambodži v chráněné oblasti Mondulkiri koreluje denní aktivita levhartů s aktivitou muntžaka indického (Muntiacus vaginalis) a divokého prasete (Sus scrofa). Levharti jsou zde nejvíce v pohybu brzy ráno mezi 4. a 7. hod a večer mezi 17. a 20. hod a za den ujdou 5 až 8,6 km. Hustota těchto šelem na 100 km² v kambodžských a thajských chráněných oblastech je mezi 3,3 až 4,8 jedinci, což je méně, než je obvyklé v indických rezervacích.
O rozmnožování tohoto poddruhu nemáme žádné podrobné informace. Z odchovů v zoo nicméně existují statistiky, které naznačují nižší reprodukční potenciál melanických samic. Skvrnité samice mají v průměru 2,09 mláďat na jeden vrh, kdežto černé 1,7. Tyto údaje ale pocházejí ze studie z roku 1969 a mohou být tudíž zastaralé.

#### Potrava

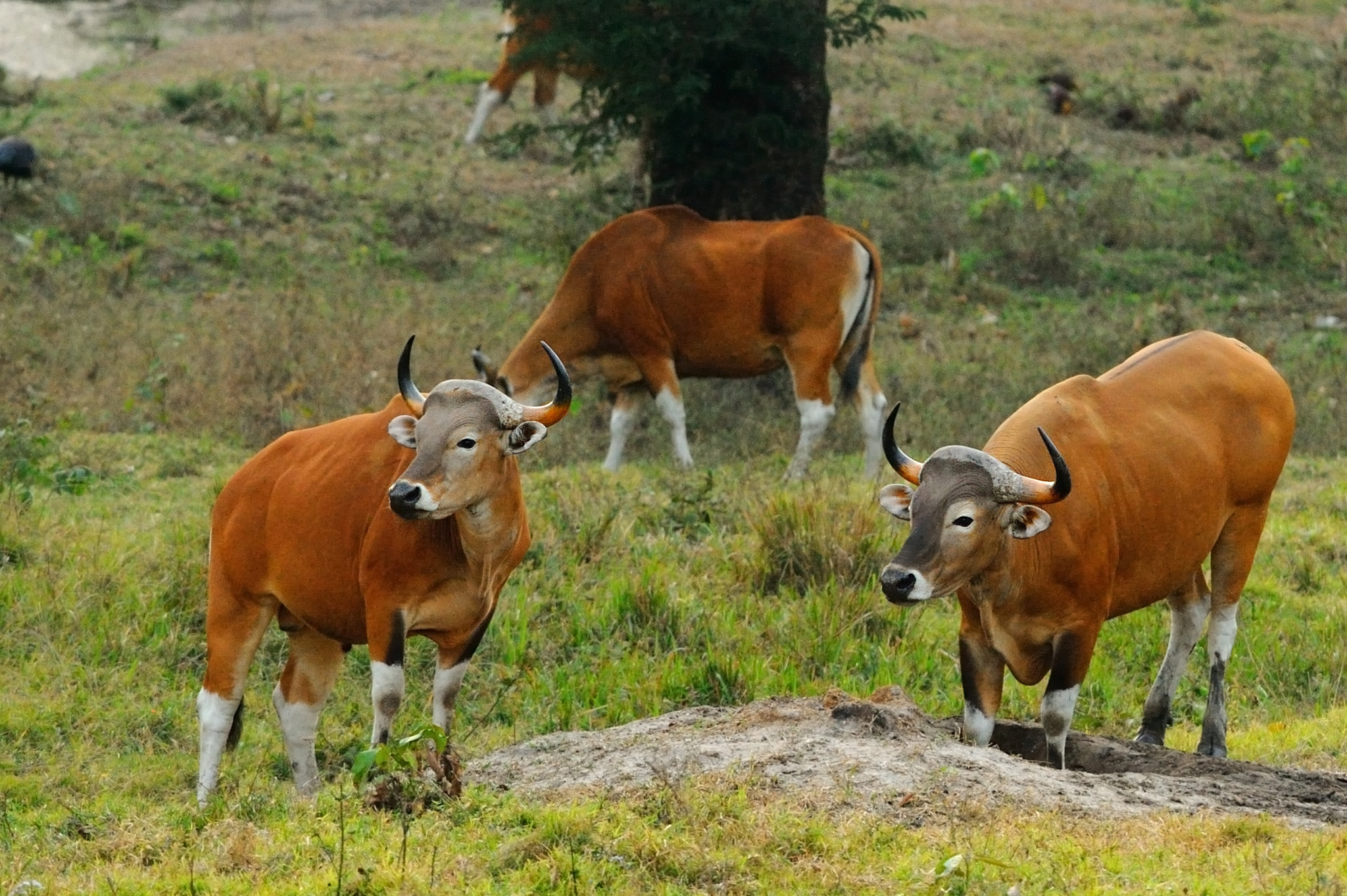
Samci bantengů (Thajsko)

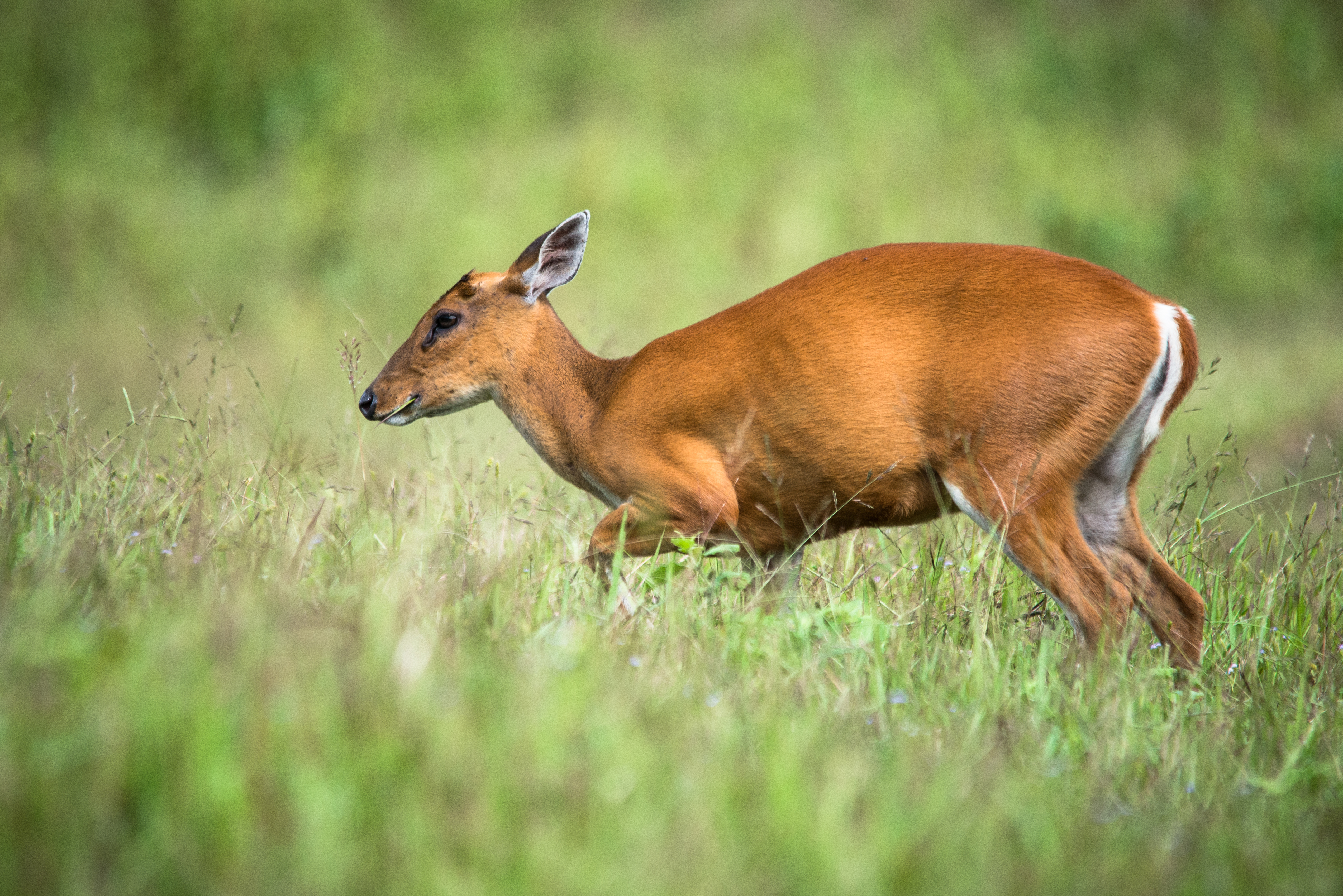
Muntžak indický z thajského NP Khao Yai. Tento druh jelena patří mezi nejdůležitější kořist levhartů indočínských.

Hlavní kořistí levhartů indočínských bývají muntžaci indičtí neboli jeleni štěkaví, prasata divoká, jezevci bělohrdlí (Arctonyx collaris), hulmani rodů Presbytis a Trachypithecus a makakové (např. Macaca arctoides). Dále loví sambary (Rusa unicolor), dikobraze krátkoocasé (Hystrix brachyura), luskouny ostrovní (Manis javanica), hlodouny bambusové (Rhizomys sumatrensis), osináky indické (Atherurus macrorurus), místní zástupce psovitých šelem (dhoul, pes domácí, dingo) a jiná zvířata včetně ptáků a ještěrek. Kromě těchto středních a menších druhů živočichů dokáží zabít i velké kopytníky jako je banteng (Bos javanicus). Několik studií potvrdilo, že samci levhartů indočínských běžně zařazují na svůj jídelníček tyto tury vážící v dospělosti i přes 500 kg. Jedná se tím o jedinou levhartí populaci v globálním měřítku, která pravidelně loví takto velká zvířata. Levharti indočínští loví podobně jako jiní levharti. Snaží se k vyhlédnuté oběti nepozorovaně přiblížit na krátkou vzdálenost, případně vyčkávají v úkrytu, až k nim potenciální kořist sama přijde. Pak prudce vyrazí a skokem se zmocní oběti svými tlapami vyzbrojenými velkými zatažitelnými drápy. Zabíjejí většinou stiskem hrdla nebo u menších zvířat prokousnutím šíje.

## Rozšíření a stav populace
Levharti indočínští byli přinejmenším do roku 2008, kdy vyšlo předposlední hodnocení IUCN pro druh levhart skvrnitý, považováni za relativně početný poddruh žijící na velkém území, jemuž nehrozí zásadní nebezpečí. Nicméně už tehdy nebyla data podložena seriózními výzkumy a spolehlivými údaji a předpokládalo se, že jde o příliš optimistické hodnocení. V letech následujících byl proveden rozsáhlý výzkum, jehož výsledky byly publikovány v roce 2016. Jeho autoři zjistili, že území výskytu levhartů indočínských se zmenšilo na 2,4 až 6,2 % z historického rozsahu, čili na maximálně 166 325 km². Extrapolací dat z mnoha zdrojů odhadli celkovou populaci na 973–2503 jedinců, z čehož mělo být 409-1051 rozmnožování schopných dospělců. Nejvíce levhartů podle této studie žilo v Thajsku (416–832) a Malajsii (282–847), dále pak v Myanmaru (223–670) a Kambodži (44–132). Nepatrná populace přežívá v jihovýchodní Číně (8–22). Výskyt v Laosu a Vietnamu nebyl potvrzen. Předpokládá se, že z obou zemí vymizeli někdy koncem 20. století. Ze Singapuru tato šelma vymizela podstatně dříve a to v průběhu 20. století. Tento tým vědců i nadále sbíral data a v roce 2019 je publikoval v hodnocení pro IUCN. Odhad populace byl ještě výrazně snížen na 77 až 766 dospělých jedinců při celkovém počtu 114–1130 kusů. V Thajsku dosahuje populace 36–364, v Myanmaru 30–297, v Malajsii 28–278, v Kambodži 14–135 a v Číně 6–56 jedinců.

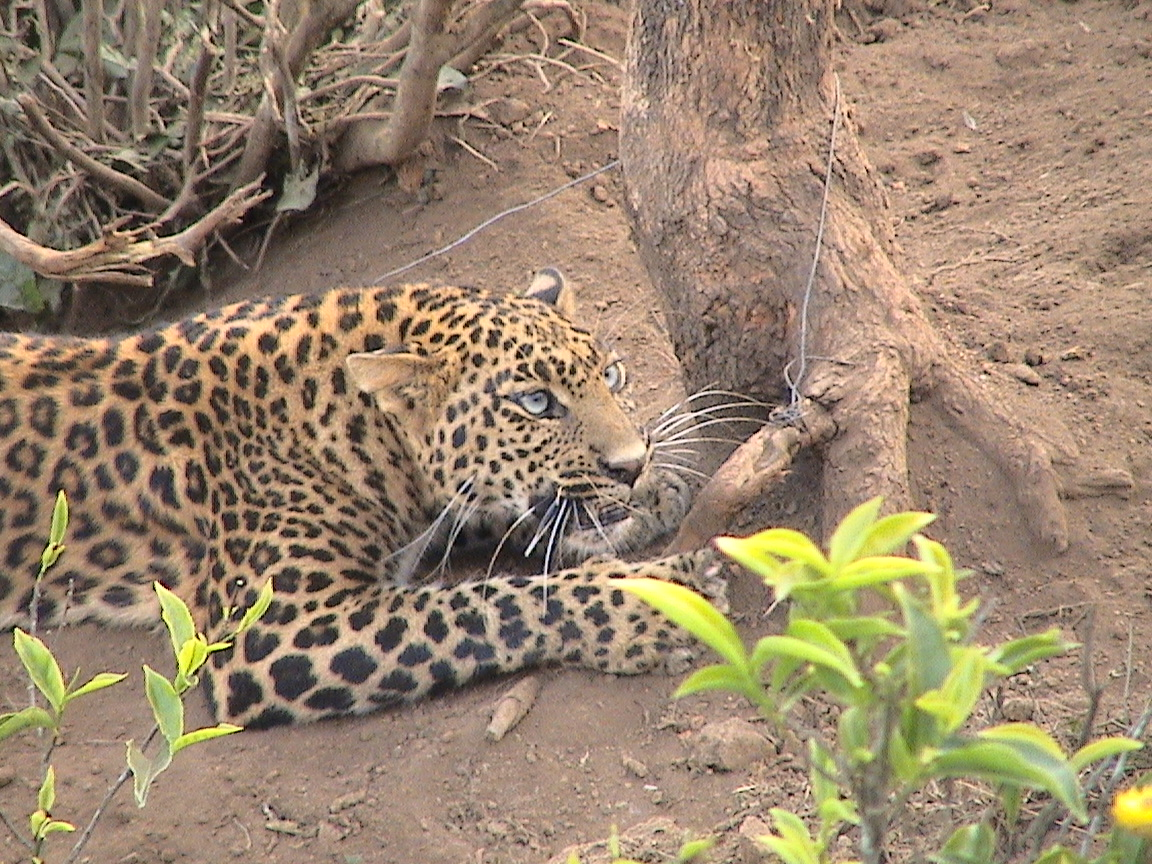
Levhart skvrnitý chycený do oka. Tento byl vyfocen v jižní Indii.

## Hrozby a ochrana
Za úbytkem levharta indočínského stojí vícero příčin. Hlavními viníky jsou pytláci, kteří šelmu loví především kvůli poptávce ze strany překupníků a provozovatelů tradiční orientální medicíny. Levhartí části (maso, kosti, zuby, kůže, orgány) v ní slouží jako neplnohodnotná ale dostupnější náhražka za tygří části. Například vietnamští obchodníci dávají pytlákům 55–60 dolarů za jeden kg levhartích kostí. Z kůží a zubů se navíc vyrábějí různé dekorace a amulety. Poptávka (především z Číny, ale i z Tchaj-wanu, Koreje a Vietnamu) po různých částech zvířat je obrovská a lesy v jihovýchodní Asii jsou doslova zamořeny pastmi, zvláště ve formě ok. Výsledkem může být tzv. defaunace, kdy je na některých územích prakticky vybita místní zvířena (efekt prázdného lesa). Z toho vyplývá i další hrozba pro levharty - nedostatek vhodné kořisti. Zvířata těžší než cca 5 kg, tvořící hlavní složku jejich kořisti, bývají i hlavními terči lidských lovců a to dokonce i na území přírodních rezervací a jejich úbytek v regionu je rapidní. Třetí příčinou snižování populace je ztráta či fragmentace vhodného biotopu. Například Malajsie a Kambodža v současnosti procházejí rozsáhlým odlesňováním za účelem vytváření plantáží kaučukovníku a palmy olejné. Dalším možným důvodem bývají některé epidemie, především psinka. Za snižováním populace může být i kompetice s tygry indočínskými a malajskými, kteří nad levharty dominují a vytlačují je na okraje svých teritorií, tedy mnohdy mimo chráněné přírodní rezervace. Levharti jsou pak nuceni žít ve větší blízkosti lidí, častěji loví jejich domácí zvířata a dostávají se s nimi tudíž do konfliktu, což pro ně mívá fatální následky.
Podle studie z roku 2016 existují v současnosti dvě „pevnosti“ výskytu levhartů indočínských. Za prvé jde o Tenasserimský lesní komplex mezi Myanmarem a Thajskem a druhým je území jižní části Malajského poloostrova. Problémem prvního je nedostatečná spolupráce mezi Thajskem a Myanmarem. Thajské rezervace nacházející se v oblasti požívají značnou národní a i mezinárodní podporu, což vedlo k výraznému snížení nelegálního lovu. Naproti tomu myanmarská část nedostává téměř žádné peněžní prostředky. Navíc se plánuje stavba dálnice mezi Dawei a Bangkokem, což by situaci spíše zhoršilo.
Mezinárodní svaz ochrany přírody vzal v potaz katastrofický propad populace (o 80 % za tři generace) a vyhodnotil tento poddruh v roce 2019 jako kriticky ohrožený. Ve všech zemích výskytu je levhart chráněn, ale vynutitelnost práva a hlídkovací strategie jsou pro ochranu nedostatečné.